# PEX16
PEX16 (англ. Peroxisomal biogenesis factor 16) – білок, який кодується однойменним геном, розташованим у людей на короткому плечі 11-ї хромосоми. Довжина поліпептидного ланцюга білка становить 336 амінокислот, а молекулярна маса — 38 629.
| 10         |  | 20         |  | 30         |  | 40         |  | 50         |
| ---------- |  | ---------- |  | ---------- |  | ---------- |  | ---------- |
| MEKLRLLGLR |  | YQEYVTRHPA |  | ATAQLETAVR |  | GFSYLLAGRF |  | ADSHELSELV |
| YSASNLLVLL |  | NDGILRKELR |  | KKLPVSLSQQ |  | KLLTWLSVLE |  | CVEVFMEMGA |
| AKVWGEVGRW |  | LVIALVQLAK |  | AVLRMLLLLW |  | FKAGLQTSPP |  | IVPLDRETQA |
| QPPDGDHSPG |  | NHEQSYVGKR |  | SNRVVRTLQN |  | TPSLHSRHWG |  | APQQREGRQQ |
| QHHEELSATP |  | TPLGLQETIA |  | EFLYIARPLL |  | HLLSLGLWGQ |  | RSWKPWLLAG |
| VVDVTSLSLL |  | SDRKGLTRRE |  | RRELRRRTIL |  | LLYYLLRSPF |  | YDRFSEARIL |
| FLLQLLADHV |  | PGVGLVTRPL |  | MDYLPTWQKI |  | YFYSWG     |  |            |

A: Аланін

C: Цистеїн

D: Аспарагінова кислота

E: Глутамінова кислота

F: Фенілаланін

G: Гліцин

H: Гістидин

I: Ізолейцин

K: Лізин

L: Лейцин

M: Метіонін

N: Аспарагін

P: Пролін

Q: Глутамін

R: Аргінін

S: Серин

T: Треонін

V: Валін

W: Триптофан

Задіяний у такому біологічному процесі, як альтернативний сплайсинг. 
Локалізований у мембрані, ендоплазматичному ретикулумі, пероксисомах.